# Pompiliu Marcea

Pompiliu Marcea

Pompiliu Marcea (n. 20 octombrie 1928, Colibași, județul Gorj – d. 27 martie 1985, București) a fost un critic și istoric literar român, specialist în operele lui Ioan Slavici, Mihail Sadoveanu și Alexandru Sahia.

## Biografie
S-a născut în jud. Gorj ca fiu al țăranului Ion Marcea și al soției sale, Maria (n. Andronie). A urmat școala primară în satul natal (1935-1942), Școala Normală de Învățători din Târgu Jiu (1942-1950) și apoi Facultatea de Filologie a Universității din București (1950-1954). După absolvirea studiilor superioare, a urmat o carieră universitară la aceeași facultate, ajungând în cele din urmă profesor universitar și șef al Catedrei de istoria literaturii române. În anul 1967 a devenit doctor în filologie.
A lucrat o perioadă ca redactor la Editura pentru Literatură, apoi a devenit director la Editura pentru Literatură Universală (1964) și activist în aparatul Comitetului Central al Partidului Comunist Român. A predat temporar ca lector de limba română la universitățile din Paris (1963), Köln, Bonn, Aachen și Düsseldorf (1970-1973).
A fost decorat în 1964 cu Ordinul Muncii clasa a III-a „pentru merite deosebite în opera de construire a socialismului, cu prilejul celei de a XX-a aniversări a eliberării patriei”.
Profesorul Pompiliu Marcea a fost găsit înecat în lacul Herăstrău, iar circumstanțele morții sale au rămas neelucidate.

## Activitatea literară
A debutat în 1958 cu o recenzie în revista Luceafărul, colaborând apoi la revistele Gazeta literară, România literară, Scrisul bănățean, Viața Românească, Contemporanul, Săptămâna, Ramuri, Amfiteatru, Flacăra, Cahiers roumains d’études littéraires, precum și la unele publicații din străinătate (Zeit und Kultur, Kurier der Bochum Universität, Les amis de Panait Istrati, Slovenske Pohlady).
Debutul său editorial a fost o monografie dedicată scriitorului socialist Alexandru Sahia (1961), apoi Pompiliu Marcea a publicat o monografie a lui Ioan Slavici (1965; ed. revăzută, 1968), o lucrare despre revista Convorbiri literare (1972), două lucrări despre opera și personajele lui Mihail Sadoveanu (1976 și 1977) și patru culegeri de articole publicate în presa literară. A mai elaborat și prefațat antologia tematică Național și universal (1975). Monografia Ioan Slavici a obținut Premiul „B.P. Hasdeu” al Academiei Române (1965), iar lucrarea Lumea operei lui Sadoveanu a fost distinsă cu Premiul Asociației Scriitorilor din București (1976). În plus, profesorul Marcea a îngrijit și prefațat ediții ale operelor lui I. I. Mironescu, Alexandru Vlahuță, Alexandru Sahia, Ioan Slavici, Grigore Alexandrescu, Mihail Sadoveanu, I. L. Caragiale, Tudor Vianu și Calistrat Hogaș.
Raportul final al Comisiei Prezidențiale pentru Analiza Dictaturii Comuniste din România redactat în 2006 sub conducerea istoricului Vladimir Tismăneanu îl înscrie pe Pompiliu Marcea printre „exponenții protocronismului”, alături de Paul Anghel, Eugen Barbu, Corneliu Vadim Tudor, Doru Popovici, Ilie Purcaru, Ilie Bădescu, Ion Lăncrănjan, Dan Zamfirescu, Ion Dodu Bălan, Dinu Săraru, Adrian Păunescu, Mihai Ungheanu, Nicolae Dan Fruntelată și Artur Silvestri.
A fost unul dintre susținătorii fervenți ai publicării Operelor Complete lui Mihai Eminescu sub egida Academiei Române care publicase până în 1980 opt volume, dar care, prin volumele IX și X (publicat cu greu după câțiva ani, pe 15 iunie 1989, dar oprit de la difuzare) a atras critici extrem de virulente din partea Rabinului șef al României Moses Rosen care-l etichetase pe Eminescu ca fiind : „fascist, rasist, antisemit, dement, pornografic, mincinos, huligan și sifilitic", ceea ce a deranjat sensibilitatea mai multor scriitori români.
Moartea inexplicabilă a profesorului Marcea :
Conform documentelor securității aflate astăzi în custodia S.R.I., profesorul Marcea avea să capete în timpul controversei publice cu rabinul o „boală ciudată", fără diagnostic. Tenul său avea o culoare stinsă, glasul îi era abia articulat, avea o incapacitate de a citi și o accentuată slăbiciune, care nu îi permitea să se deplaseze. Soția sa, Florentina Marcea, care spunea că profesorul este „apatic, descurajat, slăbit, se mișcă ca un om accidentat, ținându-se de mobile și așezându-se cu greu în fotoliu", îl acuza pe rabin că apelase la «magia neagră» pentru a-i ucide soțul.
Consultat în secret (fără știrea oficialităților), de un medic din alt oraș al României a pus următorul diagnostic profesorului Marcea: „Este otrăvit, intoxicat, dar n-aș putea spune precis cu ce și cum. Simptomele și aspectele exterioare mă duc cu gândul la o otrăvire cu mătrăgună".
Din aceeași Notă Informativă a Securității reiese că fiica profesorului s-a plâns că ar fi fost acostată pe stradă de doi indivizi ce ar fi amenințat-o cu moartea dacă tatăl său nu încetează „acțiunile antisemite".  (Arhiva S.R.I, fond D, dosar 10.966, vol.2, f.2)
La scurt timp, profesorul universitar Marcea a fost găsit înecat, într-un mod inexplicabil într-un lac din preajma Bucureștiului. La fel de inexplicabil, în același context conflictual, alți doi susținători ai Operelor Complete a lui Eminescu, poetul Ion Lotreanu a fost găsit spânzurat la 22 mai 1985 iar Alexandru Oprea, editorul Operelor lui Eminescu, a fost găsit mort în baie, "asfixiat" la vârsta de 52 de ani.

## Opera
- Alexandru Sahia, București, 1961;
- Ioan Slavici, Editura pentru literatură, București, 1965 (ed. a II-a, revăzută și completată, Editura pentru literatură, București, 1968; ed. a III-a, Editura Facla, Timișoara, 1978; versiune franceză, 1967);
- „Convorbiri literare” și spiritul critic, București, 1972;
- Național și universal, antologie, București, 1975;
- Lumea operei lui Sadoveanu, București, 1976;
- Umanitatea sadoveniană de la A la Z. Dicționar de personaje sadoveniene, București, 1977;
- Lecturi fidele, București, 1979;
- Mihail Sadoveanu. 100 de ani de la naștere, București, 1980 (versiuni în limbile engleză, franceză și germană, 1980);
- Varietăți literare, Craiova, 1982;
- Concordanțe și controverse, București, 1983;
- Atitudini critice, București, 1985.

## Distincții
- Ordinul Muncii clasa a III-a (10 august 1964) „pentru merite deosebite în opera de construire a socialismului, cu prilejul celei de a XX-a aniversări a eliberării patriei”[6]